# Datia (huyện)
Huyện Datia là một huyện thuộc bang Madhya Pradesh, Ấn Độ. Thủ phủ huyện Datia đóng ở Datia. Huyện Datia có diện tích 2694 ki lô mét vuông. Đến thời điểm năm 2001, huyện Datia có dân số 627818 người.